# 생식샘

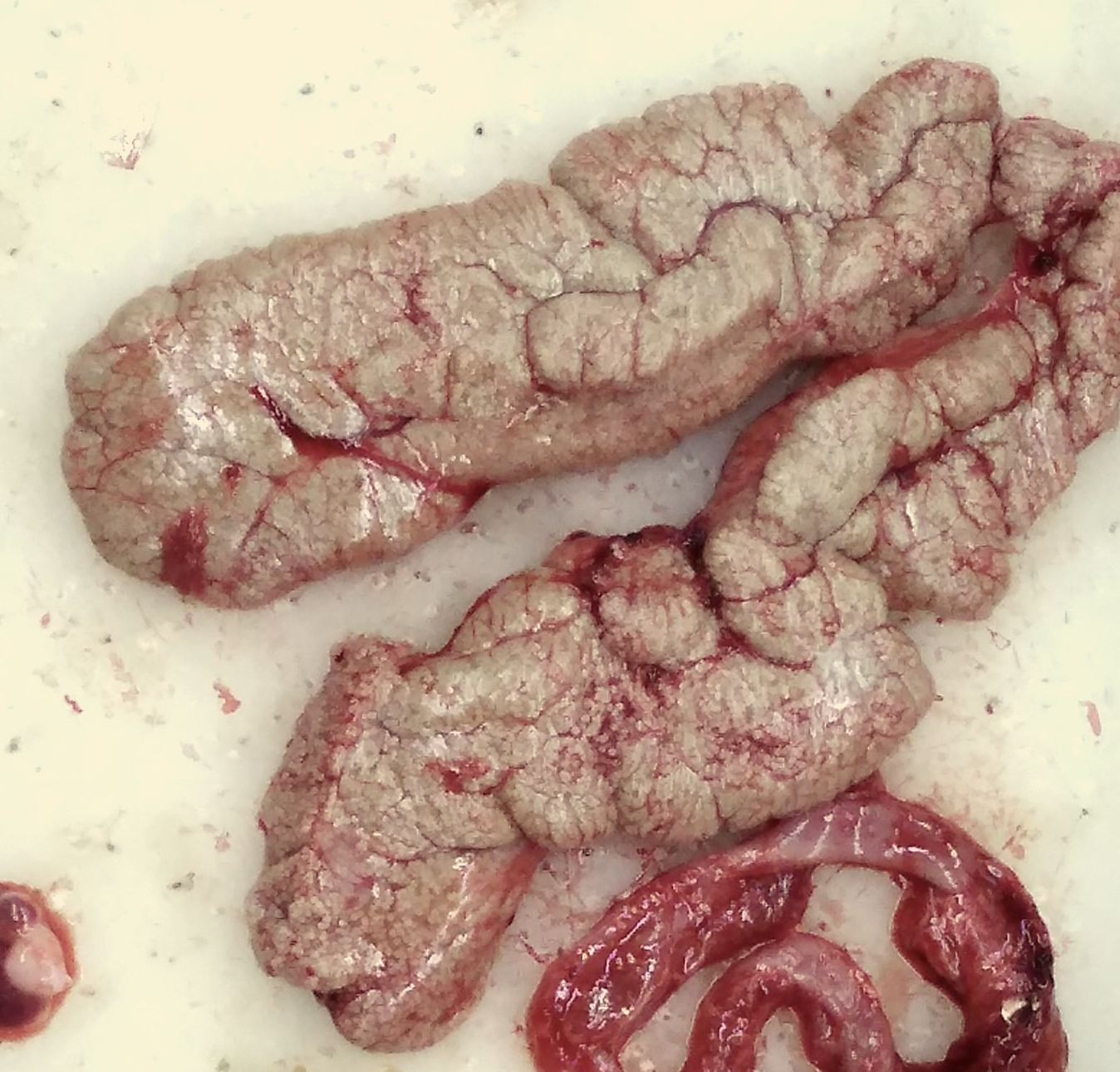

생식샘(生殖샘, 영어: gonad) 또는 성선은 동물에서 생식자를 만들어내는 기관이다. 성샘이나 생식선으로도 부른다. 수컷의 생식샘은 고환이며 암컷의 생식샘은 난소이다. 여기서 생산되는 물질인 생식체는 반수체 생식 세포이다. 예를 들어 정자와 난자 세포는 생식체이다. 의학적으로 생식선(gonad)이라는 용어는 수컷의 고환, 암컷의 난소이며, 또 고환만을 가리키는 방언이기도 하다.
척추동물의 생식샘은 1쌍의 난소와 정소로, 난소에서는 자성 호르몬, 정소에서는 웅성 호르몬(안드로겐)을 분비한다. 자성 호르몬에는 성숙한 난포에서 분비되는 여포 호르몬(에스트로겐)과 황체에서 분비되는 황체 호르몬(프로게스테론)이 있다. 에스트로겐은 여자의 제2차 성징을 나타나게 하고 성주기를 조절하며, 프로게스테론은 배란의 억제, 젖샘 발육 및 임신 유지 등에 관계한다. 안드로겐은 여러 가지 웅성 호르몬의 총칭으로, 대표적인 것이 테스토스테론인데, 테스토스테론은 생식 기관을 발달시키고 남자의 제2차 성징을 나타나게 한다.

## 제어
생식샘은 뇌하수체전엽호르몬이 분비하는 황체 형성 호르몬 (LH)과 난포 자극 호르몬 (여포 자극 호르몬, FSH)에 호르몬적으로 제어를 받는다.

## 같이 보기
- 생식소 체중 지수 (GSI)